# شیخلر، گران‌بوی
شیخلر (به ترکی آذربایجانی: Şıxlar) یک منطقه مسکونی در جمهوری آذربایجان است که در شهرستان گران‌بوی واقع شده است. شیخلر ۲۵۳ نفر جمعیت دارد.